# Miroslav Disman
Miroslav Disman (20. července 1925 Dobruška – 22. září 1996 Praha) byl český sociolog, absolvent Fakulty sociálních věd Univerzity Karlovy, student sociologické literatury na Fakultě osvěty a novinářství Univerzity Karlovy, vysokoškolský pedagog a zakladatel české sociologie v šedesátých letech v Československu. Jeho matka byla účetní, otec byl cukrářem a členem Sokola.

## Život

### Raná léta
V roce 1947 vystudoval gymnázium a v roce 1951 absolvoval na Pedagogické fakultě Univerzity Karlovy obor andragogika (v té době vzdělávání dospělých). Poté prošel povinnou vojenskou službou, kde dosáhl hodnosti vojína.
Od roku 1964 působil jako odborný asistent na Fakultě osvěty a novinářství Univerzity Karlovy, kde spoluzakládal (ve spolupráci s Jaroslavem Klofáčem, Vojtěchem Tlustým, Václavem Lamserem aj.) obor sociologie. On sám se věnoval především výuce metod a technik sociologického výzkumu a tzv. aplikované sociologii, s níž měl zkušenosti z Osvětového ústavu. V té době vydává učebnici „Úvod do metod sociologického výzkumu (1967, upravené vydání 1968), a v roce 1968 získává doktorát v oboru sociologie na UK.
Založení české sociologie bylo možno také díky rozvolnění a otevření dveří na západ. Opoždění tohoto založení způsobilo hlavně složitý vývoj politického systému. Tehdy se také k nám dostávala polská sociologická literatura v rámci společenských věd, kdy v Čechách ještě probíhal tzv. Empirický výzkum.
Miroslav Disman byl již od prvních sociologických konferencí jejich účastníkem. První taková se konala ve Špindlerově Mlýně. Během těchto konferencí byl stále ještě počínajícím, přesto již renomovaným, metodologem. Podílel se na metodologickém sborníku „Vybrané techniky sociologického výzkumu“ (1969), kde sepsal i svůj text „Terénní sběr informací“. Své žáky si získával schopností propojit sociologii se životem, svým smyslem pro humor a také přátelským přístupem právě ke svým studentům.

### Život za Železnou oponou
V roce 1967, kdy se začaly stále prohlubovat styky se západem, se dostal v rámci sociologického výzkumu do Spojených států amerických. V roce 1969 odjel na studijní pobyt na univerzitu ve státě Oregon, kde ho na cestách doprovázela manželka Milada, která též byla socioložkou zabývající se především sociologií stáří, gerontologie a andragogiky. V letech 1969-1970 přednášel na kalifornské univerzitě v Santa Barbaře, Kalifornii, kde bydlel se svou rodinou na univerzitním sídlišti. Disman odjížděl s domněním, že se bude moci kdykoliv vrátit zpět. Když se ovšem od přátel v roce 1969 dozvěděl o tehdejší situaci v Československu, rozhodl se zpátky nevracet. V tomto roce byl i účastníkem Světové konference sociologů v San Francisku. Od roku 1970 začal přednášet na York university v Torontu, Kanadě. Zde se nejen zabýval metodologií výzkumu, ale i problémy politické participace na veřejném a občanském životě. Dále pokračoval ve studiu volného času, a ve volné vazbě na svá studia andragogiky se věnoval také sociologii stáří a gerontologií. Kromě toho také psal učebnici ohledně noetického modelu, či pracoval na několika výzkumech o participaci v kultuře.
Jak sám Disman poznamenal, přesun do kanadského studijního prostředí pro něj byl šokem. Vzdělávací systém se zde oproti československému značně lišil, největším rozdílem pro něj byla nepřítomnost ústních zkoušek. U studentů si zase pochvaloval jejich disciplinovanost, oproti tomu větší rozhled ve světové literatuře měli jeho studenti z Prahy. Ohledně úrovně výuky v Kanadě se Disman zmínil, že ačkoliv jsou zdejší špičky vysoko, tak průměrná úroveň je oproti té československé nižší.
Mimo jiné poznamenal, že jeho návrat do vlasti nebyl jednoduchý, spíše pracný a bolestivý.
Svůj názor na porevoluční Československo Disman poskytl ze dvou úhlů pohledu. z pohledu člověka byl okouzlen, očima sociologa ovšem lehce vyděšen.

### Návrat domů a závěr života
Do Prahy se vrátil až po roce 1989. V jeho alma mater, Fakultě sociálních věd Univerzity Karlovy, pokračoval ve spolupráci i po revoluci. Stal se také spoluzakládajícím členem týmu o biografické sociologii a v roce 1993 vydalo pražské nakladatelství Karolinum jeho stěžejní práci „Jak se vyrábí sociologická znalost“ (Technology of Social Research), ve které se zabývá otázkami formalizace, transformace a redukce dat a rekonstitucí jejich významu.
Miroslav Disman zemřel 22. září 1996 v 71 letech na následky pooperačních komplikací.